# Les Copains super-héros
Série Air Bud
Les Copains chasseurs de trésor
(2012)
Pour plus de détails, voir Fiche technique et Distribution.
Les Copains super-héros ou Les Super-Tobby  au Québec (Super Buddies) est un film américain réalisé par Robert Vince (en), sorti en 2013.
C'est le septième et dernier film de la série Air Buddies, mettant en vedette des jeunes Golden Retriever.

## Synopsis
À la suite de la découverte de cinq anneaux mystérieux, les copains se découvrent chacun des pouvoirs extraordinaires et décident de les utiliser pour faire le bien et combattre contre le mal. Dans la lignée des grands super-héros tels que Superman, Batman ou Daredevil.

## Fiche technique
- Titre : Les Copains super-héros
- Titre québécois : Les Super-Tobby
- Titre original : Super Buddies
- Réalisation : Robert Vince
- Scénario : Anna McRoberts et Robert Vince
- Musique : Brahm Wenger
- Photographie : Mark Irwin
- Montage : Kelly Herron
- Production : Anna McRoberts et Robert Vince
- Société de production : Key Pix Productions
- Pays :  États-Unis
- Genre : Comédie
- Durée : 81 minutes
- Dates de sortie : 
  -  États-Unis : 27 août 2013
  -  France : 18 septembre 2013

## Distribution

### Acteurs
- John Ratzenberger (VQ : Mario Desmarais) : Marvin « Grand-père » Livingstone
- Trey Loney (VQ : Nicolas DePassillé-Scott) : Bartleby Livingstone
- Veronica Diaz-Carranza (VQ : Mélanie Laberge) : Sofia Ramirez
- Jay Brazeau (VF : Richard Leroussel) : M. Swanson
- Jason Earles (VQ : Nicholas Savard L'Herbier) : Jack Schaeffer
  - Jake Brennan (VQ : Matis Ross) : Jack Schaeffer, jeune
- Jonathan Morgan Heit (en) (VQ : Godefroy Reding) : Pete
- Harley Graham (VF : Charlotte Piazza ; VQ : Sarah Oussaïd) : Alice
- Darien Provost (VQ : Thomas-Fionn Tran) : Sam
- Sam Adler (VQ : Matis Gélinas) : Billy
- Michael Teigen (VQ : Frédéric Desager) : le shérif Dan
- Sean Mathieson (VQ : Philippe Martin) : Todd

### Voix
- Cooper Roth (en) (VQ : Xiao Yi Hernan) : Bandit (B-Dawg en VO)
- Jeremy Shinder (VQ : Thomas Trudel) : Patapouf (Buderball en VO)
- Ty Panitz (VF : Tom Trouffier ; VQ : Tom-Eliot Girard) : Craspouët (en VF) / Bouboue (en VQ) (Mudbud en VO)
- Tenzing Norgay Trainor (VQ : Xavier Laplante) : Bouddha (Buddha en VO)
- G. Hannelius (VF : Clara Quilichini ; VQ : Marguerite D'Amour) : Rosabelle (Rosebud en VO)
- Colin Hanks (VQ : Benoît Éthier) : Megasis / le capitaine Canine
- Fiona Gubelmann (VQ : Catherine Proulx-Lemay) : la princesse Jorala
- John Michael Higgins (VQ : Daniel Lesourd) : Drex
- Tim Conway (VQ : Benoît Rousseau) : l'adjoint Renifleur (Sniffer en VO)
- Chris Coppola (en) (VF : Richard Leroussel ; VQ : Manuel Tadros) : M. Taureau (Mr. Bull en VO)
- Maulik Pancholy : Curly
- Amy Sedaris (VQ : Marika Lhoumeau) : Betty
- Debra Jo Rupp : Cow
- Alyson Stoner : Strawberry
- Zendaya : Lollipop
- Atticus Shaffer : Monk-E

 Source et légende : version française (VF) sur RS Doublage et version québécoise (VQ) sur Doublage Québec

## Autour du film
- Comme dans les films Les Copains dans l'espace, Les copains fêtent Noël, Les Copains et la Légende du chien maudit et Les Copains chasseurs de trésor, Buddy, Molly et la famille Framm ne font pas partie de la distribution.